# Armadillidium
Armadillidium är ett släkte av kräftdjur som beskrevs av Brandt 1833. Armadillidium ingår i familjen klotgråsuggor.

## Bildgalleri

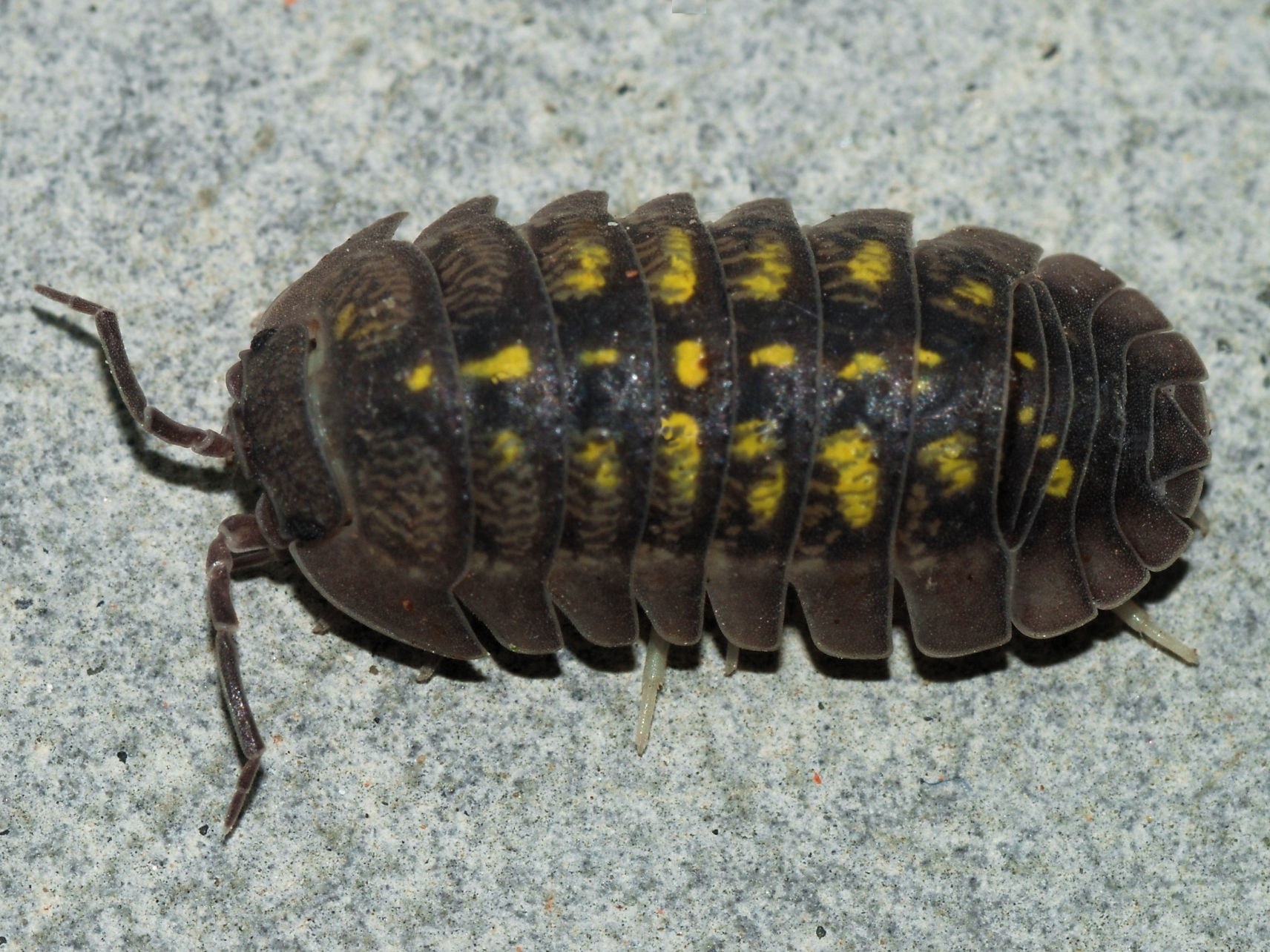
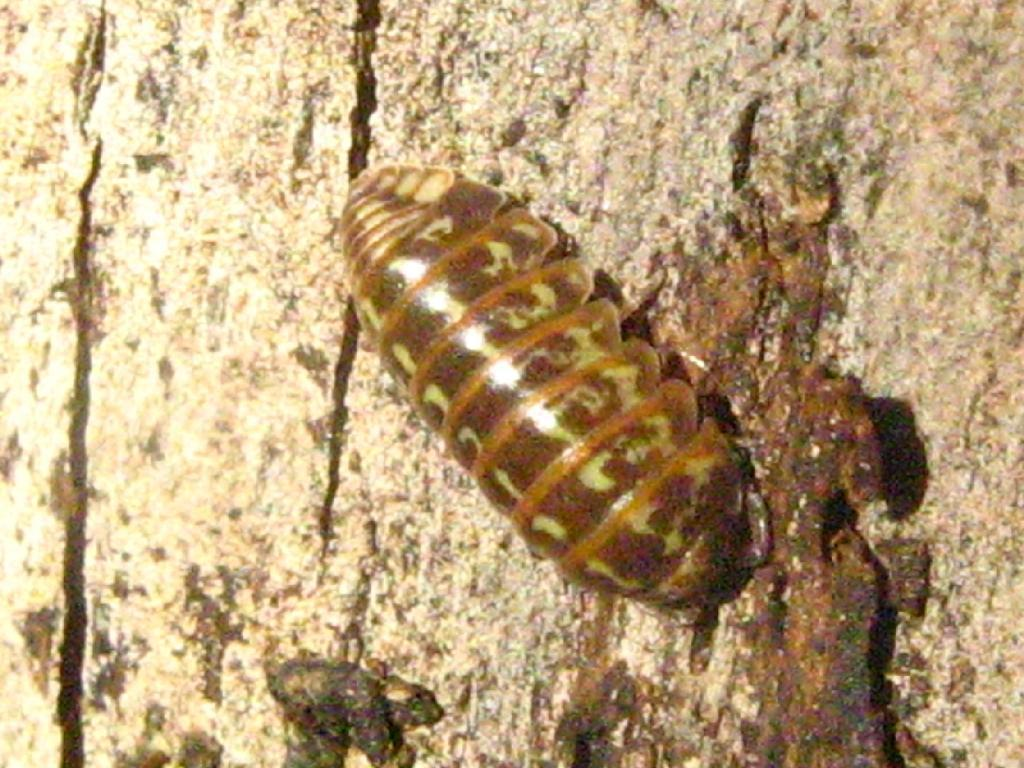
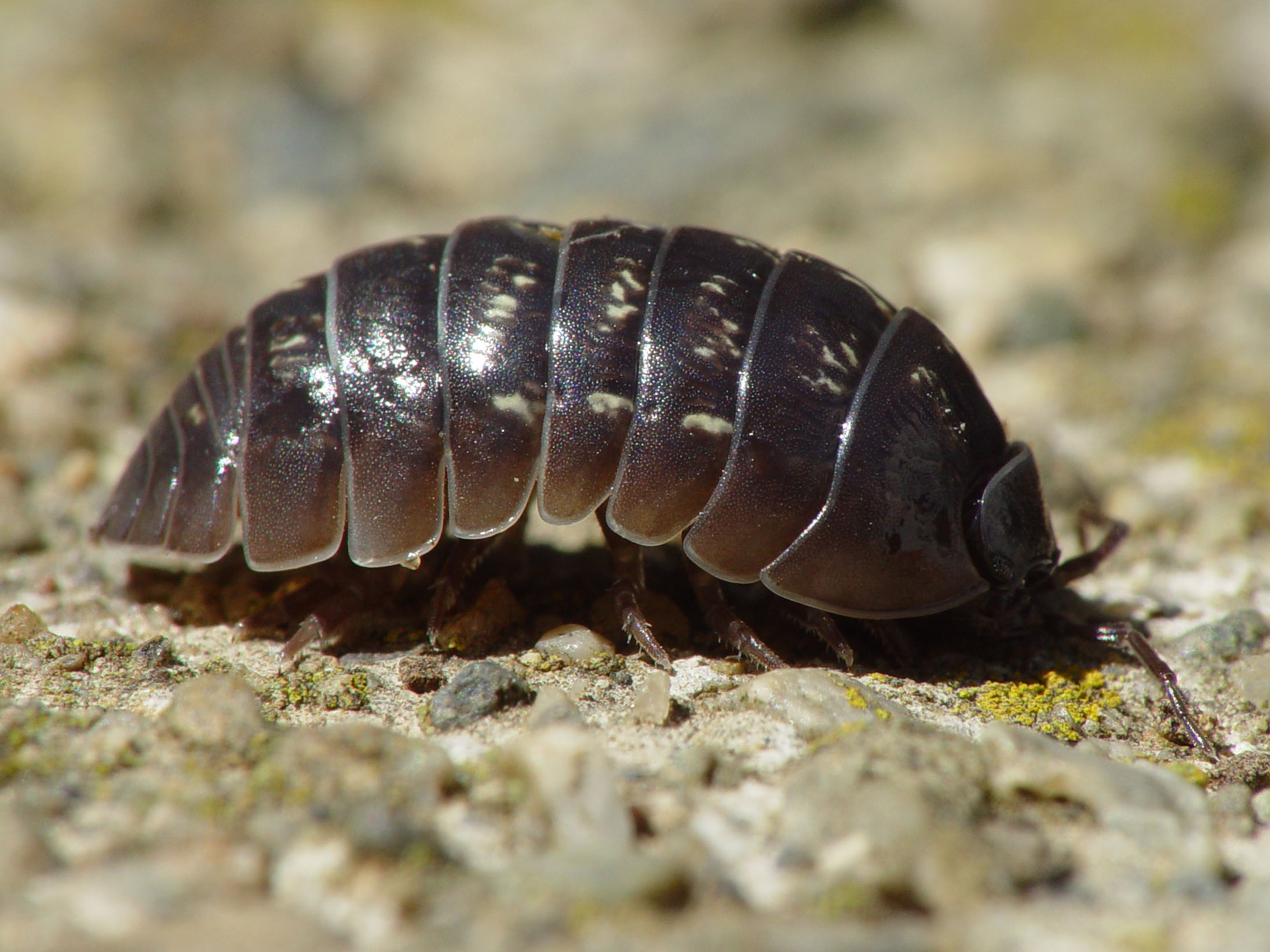

## Dottertaxa tillArmadillidium, i alfabetisk ordning[1][2]
- Armadillidium aegaeum
- Armadillidium aelleni
- Armadillidium alassiense
- Armadillidium albanicum
- Armadillidium albifrons
- Armadillidium albigauni
- Armadillidium album
- Armadillidium ameglioi
- Armadillidium amicorum
- Armadillidium anconanum
- Armadillidium apenninigenum
- Armadillidium apenninorum
- Armadillidium apfelbecki
- Armadillidium apuanum
- Armadillidium arcadicum
- Armadillidium arcangelii
- Armadillidium argentarium
- Armadillidium argolicum
- Armadillidium armeniensis
- Armadillidium artense
- Armadillidium assimile
- Armadillidium atticum
- Armadillidium azerbaidzhanum
- Armadillidium badium
- Armadillidium baldense
- Armadillidium banaci
- Armadillidium banaticum
- Armadillidium beieri
- Armadillidium bensei
- Armadillidium bicurvatum
- Armadillidium bifidum
- Armadillidium bimarginatum
- Armadillidium bosniensis
- Armadillidium brambillae
- Armadillidium brentanum
- Armadillidium brevicaudatum
- Armadillidium brunneum
- Armadillidium canaliferum
- Armadillidium carniolense
- Armadillidium carynthiacum
- Armadillidium cavannai
- Armadillidium cavernarum
- Armadillidium cephalonicum
- Armadillidium cetinjense
- Armadillidium chazaliei
- Armadillidium clausii
- Armadillidium clavigerum
- Armadillidium coelatum
- Armadillidium corcyraeum
- Armadillidium cruzi
- Armadillidium cythereium
- Armadillidium dalmaticum
- Armadillidium decipiens
- Armadillidium decorum
- Armadillidium delattini
- Armadillidium depressum
- Armadillidium djebalensis
- Armadillidium dollfusi
- Armadillidium ehrenbergii
- Armadillidium emmae
- Armadillidium ephesiacum
- Armadillidium epirense
- Armadillidium espanyoli
- Armadillidium esterelanum
- Armadillidium etruriae
- Armadillidium euxinum
- Armadillidium fallax
- Armadillidium ficalbii
- Armadillidium flavoscutatum
- Armadillidium fossuligerum
- Armadillidium frontemarginatum
- Armadillidium frontetriangulum
- Armadillidium frontirostre
- Armadillidium frontisignum
- Armadillidium furcatum
- Armadillidium gallicum
- Armadillidium garumnicum
- Armadillidium germanicum
- Armadillidium gerstaeckeri
- Armadillidium gestroi
- Armadillidium globosum
- Armadillidium graecorum
- Armadillidium granulatum
- Armadillidium granum
- Armadillidium grimmi
- Armadillidium hauseni
- Armadillidium hemprichii
- Armadillidium herzegowinense
- Armadillidium hessei
- Armadillidium hirtum
- Armadillidium holzi
- Armadillidium humectum
- Armadillidium humile
- Armadillidium hungaricum
- Armadillidium hybridum
- Armadillidium hydrense
- Armadillidium inflatum
- Armadillidium insulanum
- Armadillidium irmengardis
- Armadillidium janinensis
- Armadillidium jonicum
- Armadillidium justi
- Armadillidium kalamatense
- Armadillidium kalamium
- Armadillidium klaptoczi
- Armadillidium klugii
- Armadillidium kossuthi
- Armadillidium kuehnelti
- Armadillidium laconicum
- Armadillidium lagrecai
- Armadillidium laminigerum
- Armadillidium lanzai
- Armadillidium lemnium
- Armadillidium littorale
- Armadillidium lobocurvum
- Armadillidium luridum
- Armadillidium lusitanicum
- Armadillidium lymberakisi
- Armadillidium maccagnoi
- Armadillidium maculatum
- Armadillidium maniatum
- Armadillidium mareoticum
- Armadillidium marinense
- Armadillidium marinensium
- Armadillidium marmoratum
- Armadillidium marmorivagum
- Armadillidium mateui
- Armadillidium messenicum
- Armadillidium mohamedanicum
- Armadillidium mycenaeum
- Armadillidium narentanum
- Armadillidium nasatum
- Armadillidium naxium
- Armadillidium nigrum
- Armadillidium nitidulus
- Armadillidium obenbergi
- Armadillidium odysseum
- Armadillidium oglasae
- Armadillidium olympiacum
- Armadillidium omblae
- Armadillidium opacum
- Armadillidium ormeanum
- Armadillidium paeninsulae
- Armadillidium pallasii
- Armadillidium pallidum
- Armadillidium panningi
- Armadillidium pardoi
- Armadillidium pardoni
- Armadillidium parvum
- Armadillidium pelagicum
- Armadillidium pelionense
- Armadillidium pellegrinense
- Armadillidium peloponnesiacum
- Armadillidium peraccae
- Armadillidium pictum
- Armadillidium pilosellum
- Armadillidium portofinense
- Armadillidium pretusi
- Armadillidium pseudassimile
- Armadillidium pseudovulgare
- Armadillidium pujetanum
- Armadillidium pulchellum
- Armadillidium quadrifrons
- Armadillidium quinquepustulatum
- Armadillidium rhodopinum
- Armadillidium riparium
- Armadillidium rosai
- Armadillidium ruffoi
- Armadillidium samium
- Armadillidium samothracium
- Armadillidium sanctum
- Armadillidium savonense
- Armadillidium saxivagum
- Armadillidium scaberrimum
- Armadillidium scabrum
- Armadillidium schoeblii
- Armadillidium schulzi
- Armadillidium serrai
- Armadillidium serratum
- Armadillidium siculorum
- Armadillidium silvestrii
- Armadillidium simile
- Armadillidium simoni
- Armadillidium sordidum
- Armadillidium speyeri
- Armadillidium spinosum
- Armadillidium steindachneri
- Armadillidium stolikanum
- Armadillidium storkani
- Armadillidium strinatii
- Armadillidium stygium
- Armadillidium stymphalicum
- Armadillidium subdentatum
- Armadillidium sulcatum
- Armadillidium tabacarui
- Armadillidium teramense
- Armadillidium thessalorum
- Armadillidium tigris
- Armadillidium tirolense
- Armadillidium torchiai
- Armadillidium traiana
- Armadillidium tripolitzense
- Armadillidium tunetanum
- Armadillidium tyrrhenum
- Armadillidium vallombrosae
- Armadillidium valonae
- Armadillidium variegatum
- Armadillidium veluchieuse
- Armadillidium verhoeffi
- Armadillidium werneri
- Armadillidium versicolor
- Armadillidium versluysi
- Armadillidium willii
- Armadillidium voidiensis
- Armadillidium vulgare
- Armadillidium xerovunense
- Armadillidium zangherii
- Armadillidium zenckeri
- Armadillidium zuellichi